# Blood 148
Blood 148 est une réserve indienne de l'Alberta au Canada habitée par les Gens-du-Sang de la Confédération des Pieds-Noirs. Elle a été créée selon le Traité numéro 7. La réserve est située dans le Sud de l'Alberta près de la frontière canado-américaine. Avec une superficie de plus de 1 400 km2, elle est la plus grande réserve au Canada. La réserve comprend également une seconde partie beaucoup plus petite et présentement inhabitée appelée Blood 148A.

## Démographie
Lors du recensement de 2006 de Statistiques Canada, la population de Blood 148 était de 4 177 personnes vivant dans 1 250 habitations, une augmentation de population de 8,4 % depuis 2001. Avec une superficie de 1 413,87 km2, la densité de cette réserve est donc de trois personnes au km2.

## Gouvernance
Sous l'Acte de l'Amérique du Nord britannique, l’autorité législative sur la réserve incombe au gouvernement fédéral. La réserve est régie par le conseil tribal de la nation, dont le chef est présentement Charles Weasel Head.